# Schendylops parahybae
Schendylops parahybae är en mångfotingart som först beskrevs av Chamberlin 1914.  Schendylops parahybae ingår i släktet Schendylops och familjen småjordkrypare. Inga underarter finns listade i Catalogue of Life.